# Championnats d'Europe de gymnastique artistique masculine 1987
Navigation
Édition précédente Édition suivante
Le 17e championnat d'Europe de gymnastique artistique masculine s'est déroulé à Moscou en URSS en 1987.

## Résultats

### Concours général individuel
| Rang               | Gymnaste              | Total  |
| ------------------ | --------------------- | ------ |
| Médaille d'or      | Valery Lyukin (URS)   | 59.150 |
| Médaille d'argent  | Yuri Korolev (URS)    | 58.650 |
| Médaille de bronze | Gyorgy Guczoghy (HUN) | 58.400 |

### Finales par engins

#### Sol
| Rang               | Gymnaste              | Total  |
| ------------------ | --------------------- | ------ |
| Médaille d'or      | Valeriy Lyukin (URS)  | 19.850 |
| Médaille d'argent  | Yuriy Korolev (URS)   | 19.575 |
| Médaille de bronze | Gyorgy Guczoghy (HUN) | 19.350 |

#### Cheval d'arçon
| Rang               | Gymnaste               | Total  |
| ------------------ | ---------------------- | ------ |
| Médaille d'or      | Valeriy Lyukin (URS)   | 19.750 |
| Médaille d'argent  | Lubomir Geraskov (BUL) | 19.600 |
| Médaille de bronze | Marian Rizan (ROU)     | 19.575 |

#### Anneaux
| Rang               | Gymnaste               | Total  |
| ------------------ | ---------------------- | ------ |
| Médaille d'or      | Valentin Mogilny (URS) | 19.650 |
| Médaille d'argent  | Valeriy Lyukin (URS)   | 19.550 |
| Médaille de bronze | Andreas Aguilar (FRG)  | 19.500 |

#### Saut
| Rang               | Gymnaste              | Total  |
| ------------------ | --------------------- | ------ |
| Médaille d'or      | Yuriy Korolev (URS)   | 19.813 |
| Médaille d'argent  | Silvio Kroll (GDR)    | 19.625 |
| Médaille de bronze | Valeriy Lyukin (URS)  | 19.588 |
| Médaille de bronze | Holger Behrendt (GDR) | 19.588 |

#### Barres parallèles
| Rang               | Gymnaste              | Total  |
| ------------------ | --------------------- | ------ |
| Médaille d'or      | Valeriy Lyukin (URS)  | 19.650 |
| Médaille d'argent  | Holger Behrendt (GDR) | 19.400 |
| Médaille de bronze | Maik Belle (GDR)      | 19.375 |
| Médaille de bronze | Marian Rizan (ROU)    | 19.375 |

#### Barre fixe
| Rang               | Gymnaste              | Total  |
| ------------------ | --------------------- | ------ |
| Médaille d'or      | Valeriy Lyukin (URS)  | 19.800 |
| Médaille d'argent  | Silvio Kroll (GDR)    | 19.750 |
| Médaille de bronze | Gyorgy Guczoghy (HUN) | 19.650 |

## Tableau des médailles
| 1 | {{country data {{{1}}} | Pays/callback | name = | variant= | size= }} | ? | ? | ? | ? |
| 2 | {{country data {{{1}}} | Pays/callback | name = | variant= | size= }} | ? | ? | ? | ? |
| 3 | {{country data {{{1}}} | Pays/callback | name = | variant= | size= }} | ? | ? | ? | ? |
| 4 | {{country data {{{1}}} | Pays/callback | name = | variant= | size= }} | ? | ? | ? | ? |
| 5 | {{country data {{{1}}} | Pays/callback | name = | variant= | size= }} | ? | ? | ? | ? |
| 6 | {{country data {{{1}}} | Pays/callback | name = | variant= | size= }} | ? | ? | ? | ? |
| 7 | {{country data {{{1}}} | Pays/callback | name = | variant= | size= }} | ? | ? | ? | ? |
| 8 | {{country data {{{1}}} | Pays/callback | name = | variant= | size= }} | ? | ? | ? | ? |